# ライフマスク
ライフマスク（Life mask）とは生きている人間の顔の形を写し取ったマスクである。

## 概説
死人の顔から型をとるデスマスクとは違い、存命中の人間の顔の形をとるために窒息の危険があり、十分な技術と経験のある技術者の立ち合わない状況では決して行ってはならない。型取り剤（アルジネートや石膏、粘土。）を顔に塗る際には鼻や口から息ができるように管を通すか、鼻の穴を塞がないないように細心の注意を払い、さらに身振り手振りで息が正常にできていることを確認する。今日では、多くの場合柔らかいアルジネートを厚く塗って、さらに石膏を染み込ませた包帯で覆って固める。また、顔だけではなく全身に応用する技術を含めてライフキャスト(lifecast、顔型取りともいう。)と呼ぶ。
代替技術として3Dスキャンが存在するが、一長一短である。
俳優のメイクを研究する際などに利用される。また特殊メイクのパーツ制作時の土台やアニマトロニクスの原型としても用いられる。

## 長所・短所
長所
- 比較的正確に顔の形をとることができ、皮膚の細かい凹凸を再現可能[要出典]。
- 多少動いても、型をとれる[要出典]。
- 完成後容易に触れる事のできる顔が複製される[要出典]。

短所
- 型取り剤が皮膚に乗っかる分、顔の形が歪む[要出典]。
- 目を閉じる必要がある（目を開けてとる方法もあるが自然にならない）[要出典]。

## 対義語
- デスマスク